# Epeolus rugosus
Epeolus rugosus är en biart som beskrevs av Cockerell 1949. Epeolus rugosus ingår i släktet filtbin, och familjen långtungebin. Inga underarter finns listade i Catalogue of Life.